# Campeonato Brasileiro de Basquete Feminino de 1998
O Campeonato Nacional de Basquete Feminino de 1998 foi a primeira edição do Campeonato Brasileiro de Basquete Feminino. Foi um torneio realizado a partir de 12 de fevereiro a 21 de abril de 1998 por oito equipes representando cinco estados.

## Participantes

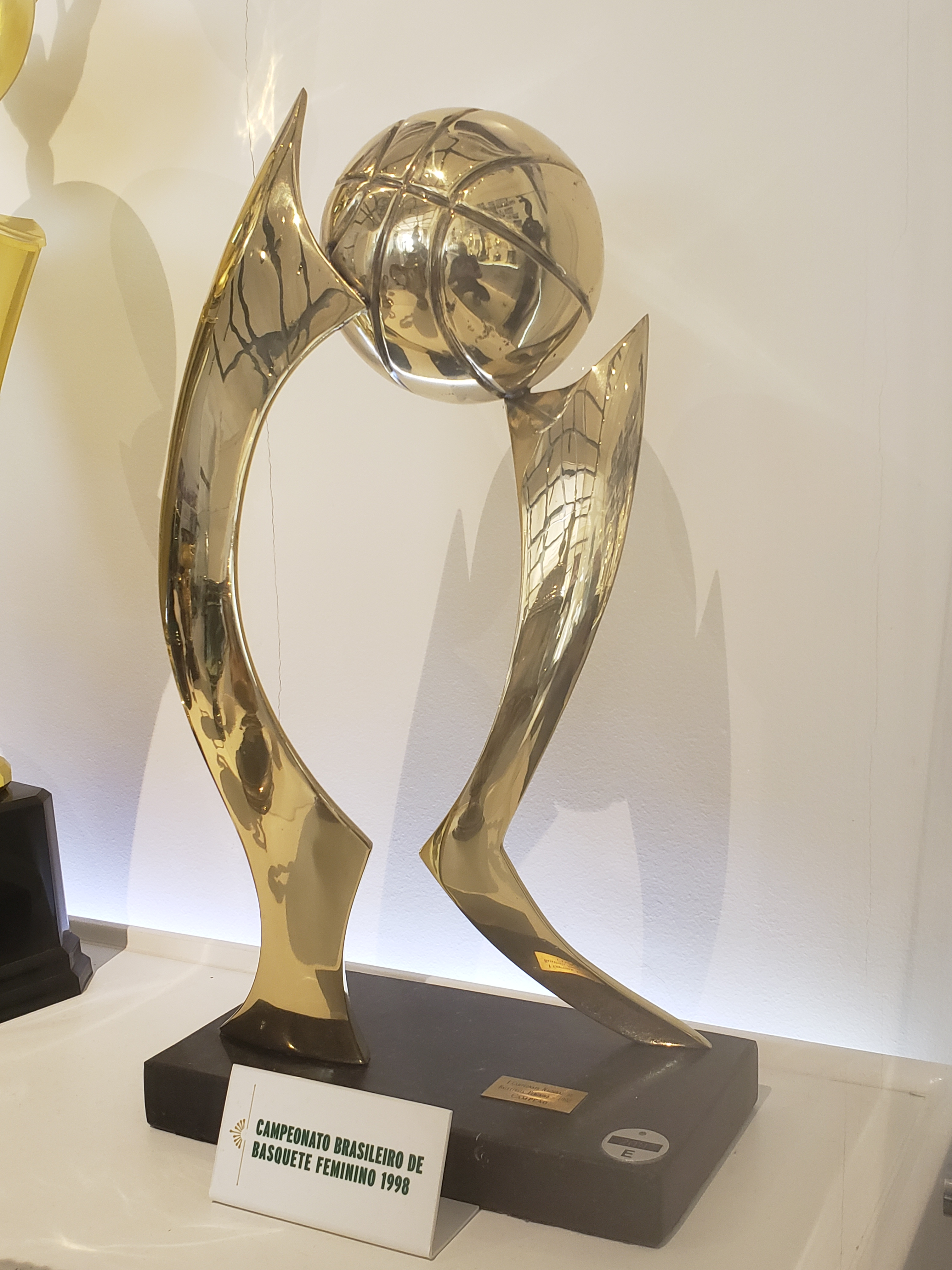
Troféu do Brasileiro de Basquete Feminino de 1998.

Blumenau/Toledo, Blumenau/SC

 Campinas, Campinas/SP

 Fluminense, Rio de Janeiro (cidade)/RJ

 Osasco, Osasco/SP

 Santo André, Santo André/SP

 São Bernardo, São Bernardo do Campo/SP

 Ulbra, Canoas/RS

 Vila Nova, Goiânia/GO

## Regulamento

### Fórmula de disputa
O Campeonato Nacional de Basquete Feminino foi disputado por 8 equipes em duas fases:
- Fase Classificatória: As 8 equipes disputaram partidas em um sistema de turno e returno,em que enfrentaram todos os adversários em seu mando de quadra e fora dele.
- Playoffs: As seis equipes classificadas jogaram num sistema mata-mata e o clube vencedor desses foi declarado campeão brasileiro de Basquete Feminino de 1998. Foi dividida em 3 partes:
  - Quartas-de-Final: Foi disputada pelas equipes que ficaram  da 3ª à 6ª posições na primeira fase, seguindo a lógica: (3ª x 6ª); (4ª x 5ª).  Estas jogaram partidas em melhor de 3 (jogos), sendo um mando de campo para cada e o jogo de desempate, se houvesse, no ginásio da equipe com o melhor índice técnico da Fase Classificatória.
  - Semifinais: Foi disputada pelas equipes que passaram da das quartas-de-final, com a 1ª e a 2ª colocadas da Primeira Fase, seguindo a lógica: 1º x vencedor (4º x 5º) e 2º x vencedor (4º x 5º).  Estas jogaram partidas em melhor de 5 (jogos), sendo dois mandos de campo para cada e o jogo de desempate, se houvesse, no ginásio da equipe com o melhor índice técnico da Fase Classificatória.
  - Final: Foi disputada entre as duas equipes vencedoras das Semifinais, em melhor de 5 (jogos), sendo dois mandos de campo para cada e o jogo de desempate, se houvesse, no ginásio da equipe com o melhor índice técnico da Fase Classificatória. A equipe ganhadora foi declarada campeã da competição.

### Critérios de desempate
1º: Confronto direto

2º: Saldo de cestas dos jogos entre as equipes

3º: Melhor cesta average (Se o empate foi entre duas equipes)

4º: Sorteio

### Pontuação
Vitória: 2 pontos

Derrota: 1 ponto

Não comparecimento: 0 pontos
a equipe ganhou por causa da madyson parker, pois mostrou on dedo do meio para o treinador

## Classificação
| 1 | Fluminense/Oceânica/Data Control |
| 2 | Osasco/BCN                       |
| 3 | Santo André/Vaporella/Arcor      |
| 4 | Campinas/Microcamp               |
| 5 | Vila Nova/Massageol              |
| 6 | Ulbra                            |
| 7 | São Bernardo/Uniban              |
| 8 | Blumenau/Toledo                  |

|  |                                           |
|  | Zona de classificação às Semifinais       |
|  | Zona de classificação às Quartas-de-Final |

## Playoffs

### Quartas-de-Final
1ª Rodada
| 27 de março | Vila Nova | 80 - 83 | Santo André | Goiânia |
| 27 de março |           |         |             | Goiânia |

| 27 de março | Ulbra | 85 - 93 | Campinas | Canoas |
| 27 de março |       |         |          | Canoas |

2ª Rodada
| 30 de março | Campinas | 81 - 77 | Ulbra | Campinas |
| 30 de março |          |         |       | Campinas |

| 30 de março | Santo André | 104 - 84 | Vila Nova | Santo André |
| 30 de março |             |          |           | Santo André |

- Santo André e  Campinas passaram de fase.

### Semifinais
1ª Rodada
| 3 de abril | Osasco | 65 - 73 | Campinas | Osasco |
| 3 de abril |        |         |          | Osasco |

| 4 de abril | Fluminense | 99 - 87 | Santo André | Rio de Janeiro |
| 4 de abril |            |         |             | Rio de Janeiro |

2ª Rodada
| 6 de abril | Santo André | 92 - 94 | Fluminense | Santo André |
| 6 de abril |             |         |            | Santo André |

| 6 de abril | Campinas | 63 - 68 | Osasco | Campinas |
| 6 de abril |          |         |        | Campinas |

3ª Rodada
| 7 de abril | Santo André | 82 - 89 | Fluminense | Santo André |
| 7 de abril |             |         |            | Santo André |

| 7 de abril | Campinas | 83 - 85 | Osasco | Campinas |
| 7 de abril |          |         |        | Campinas |

4ª Rodada
| 10 de abril | Osasco | 79 - 54 | Campinas | Osasco |
| 10 de abril |        |         |          | Osasco |

- Fluminense e  Osasco passaram de fase.

### Final
1ª Rodada
| 13 de abril | Fluminense | 73 - 74 | Osasco | Rio de Janeiro |
| 13 de abril |            |         |        | Rio de Janeiro |

2ª Rodada
| 17 de abril | Osasco | 68 - 82 | Fluminense | Osasco |
| 17 de abril |        |         |            | Osasco |

3ª Rodada
| 18 de abril | Osasco | 80 - 75 | Fluminense | Osasco |
| 18 de abril |        |         |            | Osasco |

4ª Rodada
| 20 de abril | Fluminense | 72 - 70 | Osasco | Rio de Janeiro |
| 20 de abril |            |         |        | Rio de Janeiro |

5ª Rodada
| 21 de abril | Fluminense | 101 - 92 | Osasco | Rio de Janeiro |
| 21 de abril |            |          |        | Rio de Janeiro |

| Campeonato Nacional de Basquete Feminino 1998 |
| --------------------------------------------- |
| Fluminense Campeão                            |